# Micropterix hartigi
Micropterix hartigi is een vlinder uit de familie van de oermotten (Micropterigidae). De wetenschappelijke naam van de soort is voor het eerst geldig gepubliceerd door Heath in 1981.

## Verspreiding en leefgebied
De soort komt voor in Europa.